# Depósito controlado
Los Depósitos Controlados son instalaciones de tratamiento que se encuentran al final de la cadena de gestión de los residuos. Así, los rechazos de los residuos que no pueden valorizarse o reutilizarse, después de su gestión previa en una planta de tratamiento, tienen como destino final el Depósito Controlado.
Durante las últimas décadas, el diseño y explotación de los depósitos controlados ha cambiado sustancialmente desde el viejo concepto de vertedero, utilizado durante los 80 y gran parte de los 90, hasta la aparición, a finales de los 90, del concepto de depósito multibarrera. Recientemente, también se ha extendido el concepto de depósito sostenible, del cual existen algunas experiencias a nivel mundial.

## Características del “Vertedero TRADICIONAL”
- Alta carga orgánica de los residuos depositados
- Fuerte impacto medioambiental debido al escaso o nulo control de las emisiones
- Lenta e incompleta degradación de los compuestos orgánicos que prolonga muchísimo la estabilización del sistema
- Producción de lixiviados elevada y con alta carga orgánica
- Ralentización de los procesos de asentamientos diferenciales que provoca una pérdida considerable de espacio útil
- Periodos de vigilancia post-clausura muy largos y de elevadísimo coste

## Características del Depósito Controlado Multibarrera
El depósito controlado multibarrera respecto el vertedero tradicional incorpora:
- Exhaustivo control de las emisiones mediante la construcción de sistemas de captación y tratamiento final de las mismas: biogás y lixiviados
- Un uso masivo de los geosintéticos como elementos constructivos de los sistemas de impermeabilización y drenaje
- La introducción de sistemas de control y vigilancia ambiental

Todo ello implica una fuerte reducción de las afecciones al medio.
Desde el año 2001, el marco regulador es el Real Decreto 1481/2001, de 27 de diciembre, por el que se regula la eliminación de residuos mediante depósito en vertedero, transposición del texto legislativo de la Unión Europea 1999/31/CE relativa a la eliminación de residuos, sin perjuicio de las facultades de las Comunidades Autónomas de establecer normas adicionales de protección.
Según la naturaleza del residuo, tal y como define la legislación vigente, existen tres categorías de depósitos controlados: 
- «Residuos inertes»: aquellos residuos no peligrosos que no experimentan transformaciones físicas, químicas o biológicas significativas.
- «Residuo no peligroso»: Se podrá considerar un residuo como no peligroso cuando se tengan pruebas de que un determinado residuo que figure en la lista como peligroso, no presenta ninguna de las características indicadas en el anexo III (Ley 22/2011).[2]
- «Residuo peligroso»: Según la ley 22/2011, es el residuo que presenta una o varias de las características peligrosas enumeradas en el anexo III, y aquel que pueda aprobar el Gobierno de conformidad con lo establecido en la normativa europea o en los convenios internacionales de los que España sea parte, así como los recipientes y envases que los hayan contenido.[2]

Estas diferentes categorías marcarán los criterios y condicionantes para las distintas fases de su ciclo de vida: diseño, construcción, explotación, clausura y vigilancia postclausura. 
En la fase de diseño varios son los condicionantes o factores que deberán considerarse. Así, uno de los factores más importantes es su localización, basada en las características geológicas e hidrogeológicas del terreno sobre el que se implantará. Además, la climatología y el régimen hidrológico e hidráulico del emplazamiento son otros factores técnicos fundamentales a considerar en la fase de diseño. 
En esta fase también existen factores restrictivos y/o limitantes, tales como la imposibilidad de ubicación en zonas geológicamente inestables, volcánicas, cársticas, zonas inundables, zonas con riesgo de aludes, proximidad a humedales y proximidad a núcleos habitados.
En la fase de construcción deberán seguirse las prescripciones técnicas marcadas por el RD 1481, para todas las infraestructuras a construir, tales como:
- Sistema de impermeabilización mineral
- Sistema de impermeabilización artificial (con materiales sintéticos)
- Sistema de captación y transporte de lixiviado
- Sistema de captación y tratamiento de biogás
- Sistema de captación y drenaje de aguas superficiales

### Sistema de impermeabilización mineral y artificial
La base y taludes internos de las celdas de vertido estarán totalmente impermeabilizados por medio de un sistema de impermeabilización apoyado sobre una sub-base preparada. Para cada tipología de depósito controlado se exige unas condiciones específicas al terreno natural sobre el que se asienta el depósito controlado.
En las imágenes siguientes quedan descritas las unidades que componen las impermeabilizaciones de fondo de cada tipología de depósito controlado, así como los requisitos técnicos para estas unidades.

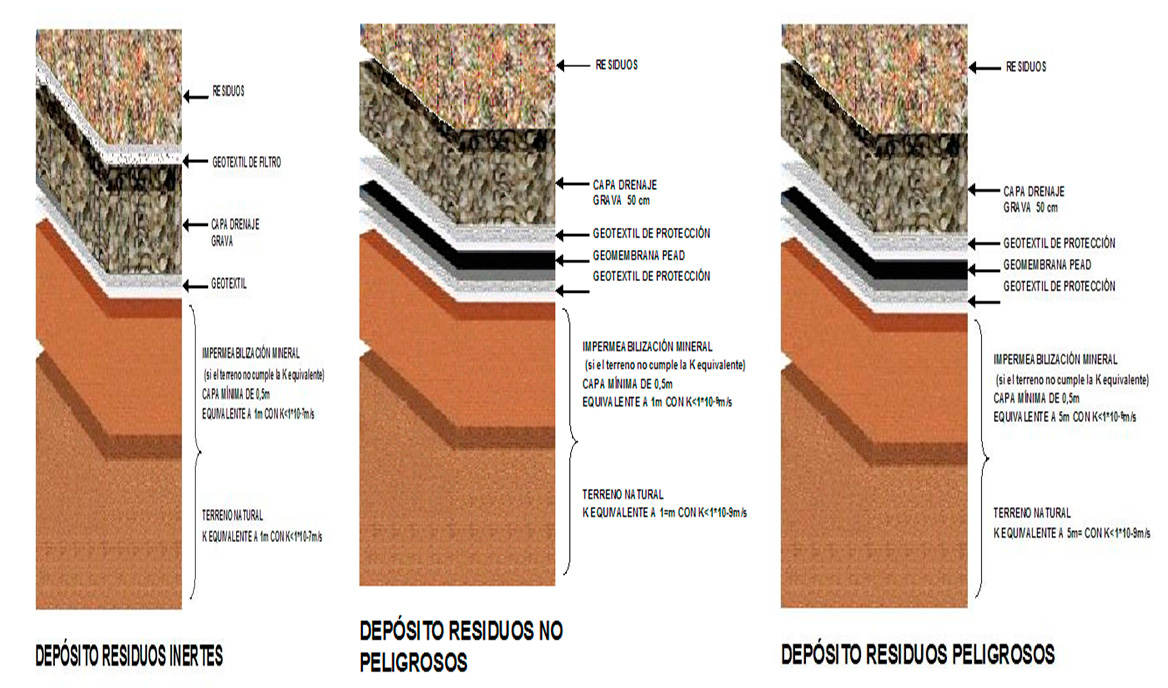
Unidades que componen las impermeabilizaciones de fondo de cada tipología de depósito controlado.

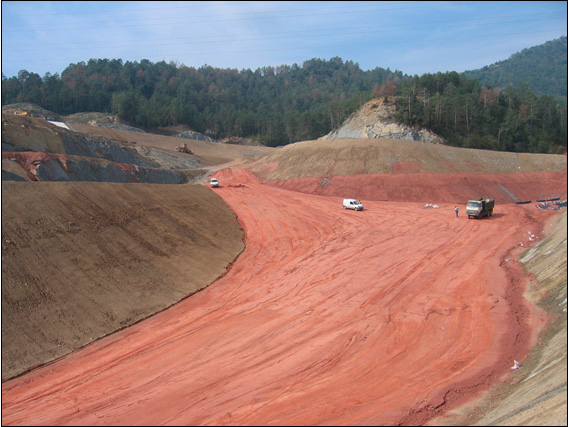
Instalación de una capa de arcilla en la base de una celda.

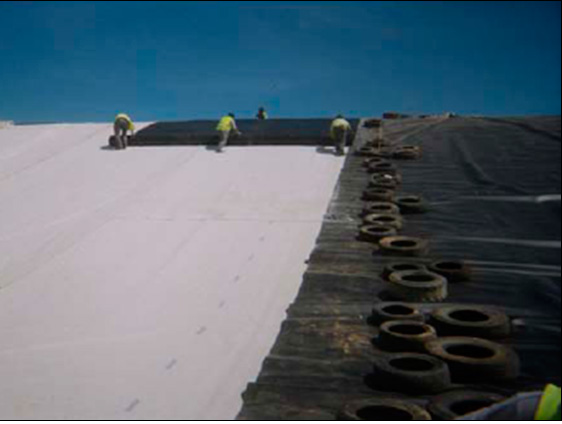
Instalación de geomembrana de PEAD en los taludes de una celda de un Depósito Controlado.

### Sistema captación y transporte de lixiviado
El sistema de extracción de lixiviado se diseña y construye con el objeto de recoger todos los líquidos que se acumulan sobre el sistema de impermeabilización como consecuencia de la percolación de las aguas pluviales infiltradas a través del residuo y de la pérdida de humedad propia del residuo. 
Como elementos principales que suelen constituir el sistema de captación y transporte de lixiviados se incluyen los siguientes: capa de drenaje, sumidero, bombas sumergibles, tuberías de bombeo, caseta de bombeo de lixiviado, tubo colector de lixiviado y tuberías de transporte a la balsa de lixiviado.

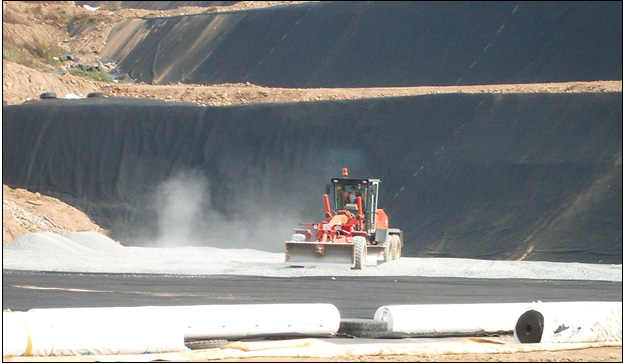
Instalación de capa dren sobre el geotextil negro de protección superior

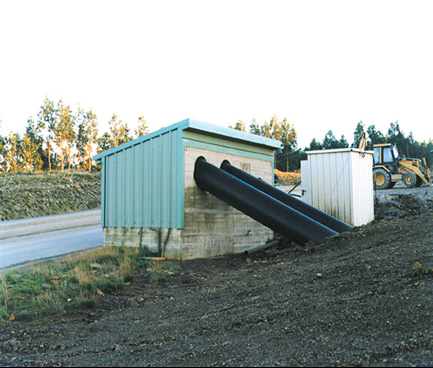
Caseta de bombeo de lixiviado

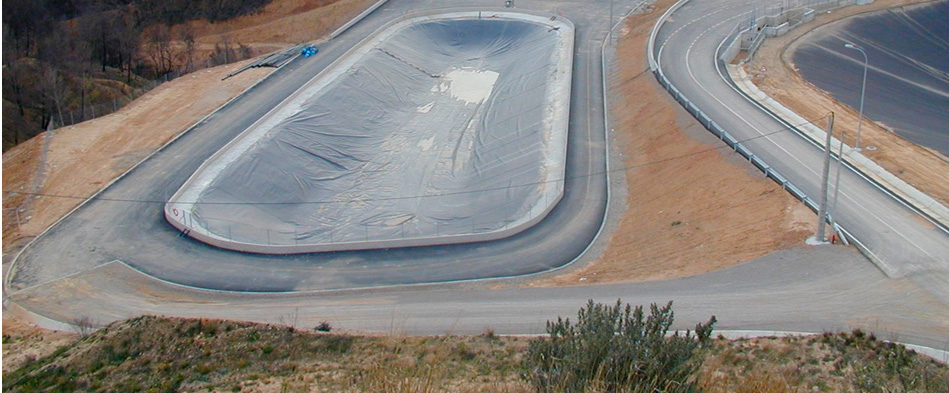
Vista general de una balsa de lixiviado

### Sistema de captación y tratamiento de biogás
El biogás es un gas saturado de vapor de agua, formado a partir de la descomposición de la materia orgánica, realizada por acción bacteriana y en condiciones anaeróbicas.
Los principales componentes del biogás son el metano (CH4), el dióxido de carbono (CO2) y pequeñas trazas de otros compuestos, aunque la composición varía según la naturaleza de los residuos depositados. 
El metano presente en el biogás de vertederos es considerado como una de la más importantes fuentes de emisiones de efecto invernadero, tanto en la unión europea como a nivel mundial. Así pues, la reducción de las emisiones difusas de biogás de vertedero constituye una medida altamente eficiente para la reducción de dichos gases. Para ello es necesaria la implantación de sistemas de captación, tratamiento y eliminación del biogás.
Por otro lado, el biogás representa una importante fuente de energía gracias a su elevado contenido en metano. Su valorización energética permite la obtención de energía eléctrica y/o térmica lo que contribuye a la mejora de la huella de carbono mediante la sustitución de combustibles fósiles por fuentes de energía renovable.
Como elementos característicos y presentes en un sistema de desgasificación de un depósito controlado se incluyen: los pozos de captación, sistemas de captación perimetral y horizontal, las estaciones de regulación, la red de transporte primaria y secundaria y la planta de aspiración y combustión.

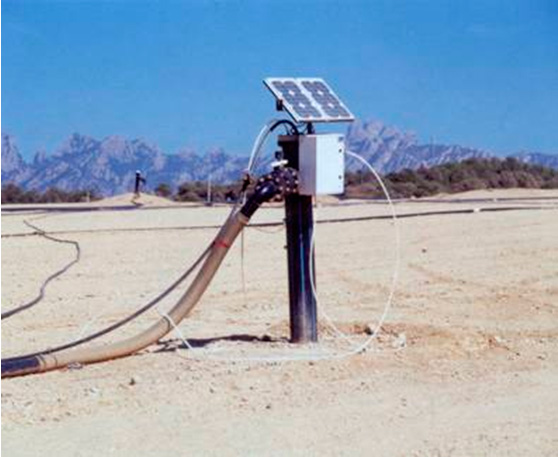
Pozo de captación de biogás

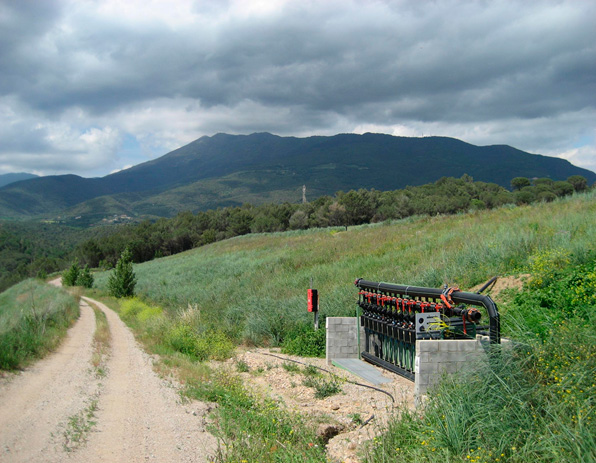
Estación de regulación del sistema de captación

### Sistema de captación y recogida de aguas pluviales
El diseño de la red de drenaje de un depósito controlado debe incluir un sistema para el control de las aguas de escorrentía generadas en las zonas de desarrollo y en las cuencas externas interceptadas por el mismo.
El objetivo es evitar que las aguas pluviales de las cuencas internas y externas pueden infiltrarse dentro de la masa de residuos y de esta forma generar lixiviados que crean un fuerte impacto ambiental y económico relacionado con la gestión del depósito controlado.
Para ello se deben diseñar y construir estructuras tales como: sistema perimetral de zanjas permanentes, sistema de zanjas internas provisionales para la explotación de celdas o vasos, sistemas de contención y separación de escorrentías en explotación, sistemas permanentes de evacuación para las superficies internas definitivas de sellado y sistemas de almacenamiento temporal (balsas o depósitos).
El diseño debe atender a criterios hidrológicos e hidráulicos de obra civil y cumplir con los requisitos recogidos en la legislación vigente de depósitos controlados. Habitualmente las estructuras principales de drenaje se diseñan para un caudal asociado a una pluviometría máxima diaria para unos periodos de retorno comprendidos entre 25 y 100 años.
La balsa de almacenamiento de aguas pluviales tendrá un volumen de almacenamiento que permita las actividades de riego, suministro a sistema contraincendios y otras necesidades dentro de la gestión del depósito controlado.
A continuación se muestran imágenes de estructuras de drenaje:

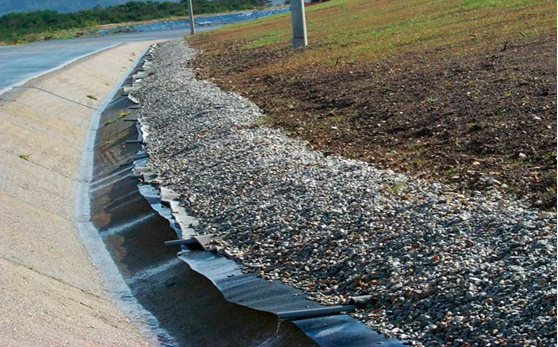
Cuneta perimetral y entrega drenajes de clausura

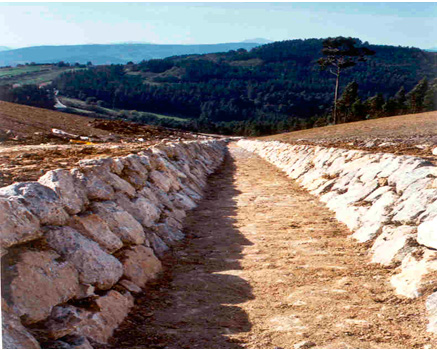
Estructura de drenaje con escollera

En la fase de operación del depósito controlado, los factores más relevantes son la correcta deposición, compactación y cubrición del residuo. Paralelamente, la gestión de los efluentes lixiviado y biogás, es un aspecto crítico para garantizar que no existan afecciones al medio.
En la densidad final de un depósito controlado la compactación juega un papel determinante en la optimización del mismo. Existen 4 factores que influyen de manera importante en la compactación inicial, independientemente del tipo de máquina utilizada: espesor de la capa de residuos, número de pasadas sobre una misma capa, pendiente de la capa o de la superficie y humedad del residuo. De forma habitual la compactación se realiza con máquinas compactadoras de residuos o también denominadas “pata de cabra”, porque los pisones presentes en sus ruedas metálicas unido al peso propio de la maquinaria, producen un efecto compactado – triturado necesario para la homogeneización y reducción del volumen del residuo. 

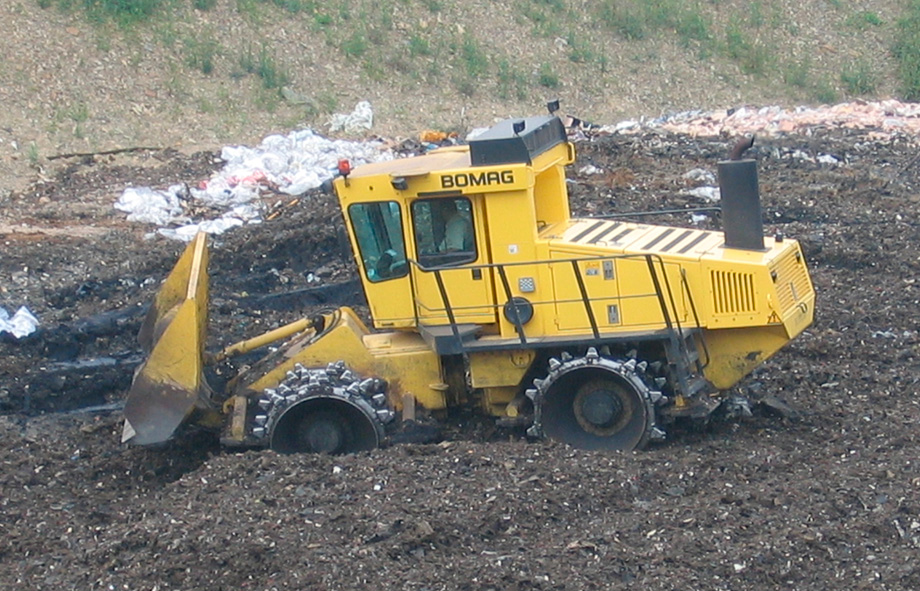
Máquina compactadora tipo “pata de cabra”

En la fase de operación, también son muy importantes las operaciones de cubrición del residuo que se realizan para conseguir los siguientes objetivos: minimizar la producción de lixiviados favoreciendo la escorrentía superficial versus la infiltración, evitar emisiones de gases o volados en la masa de residuo y reducir el impacto visual.

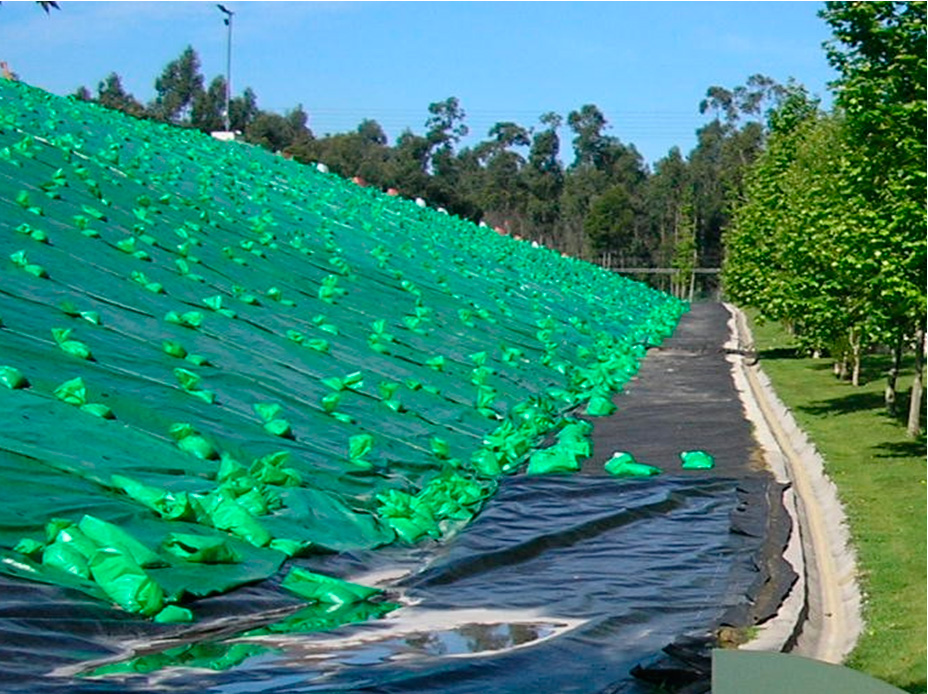
Cobertura temporal mediante materiales sintéticos

Asimismo, durante esta etapa de operación, deberán realizarse actividades de reperfilado de taludes para controlar e evitar que la escorrentía superficial genere infiltración dentro de la masa de residuos. Una actividad que debe desarrollarse en continuo es el control de las superficies que estén sufriendo asientos diferenciales para corregir las pendientes y garantizar una correcta gestión de las aguas de escorrentía.
Posterior a la etapa de operación, se realiza la clausura definitiva del depósito controlado. El objetivo más relevante de este tipo de actuación es evitar emisiones al medio y garantizar la integración paisajística y ambiental de las superficies clausuradas.
A continuación se muestran imágenes de las operaciones de sellado en un depósito controlado. Habitualmente se instalan unidades minerales y unidades sintéticas que tienen funciones de drenaje e impermeabilización. Por último se instalan unidades de recuperación e integración paisajística.

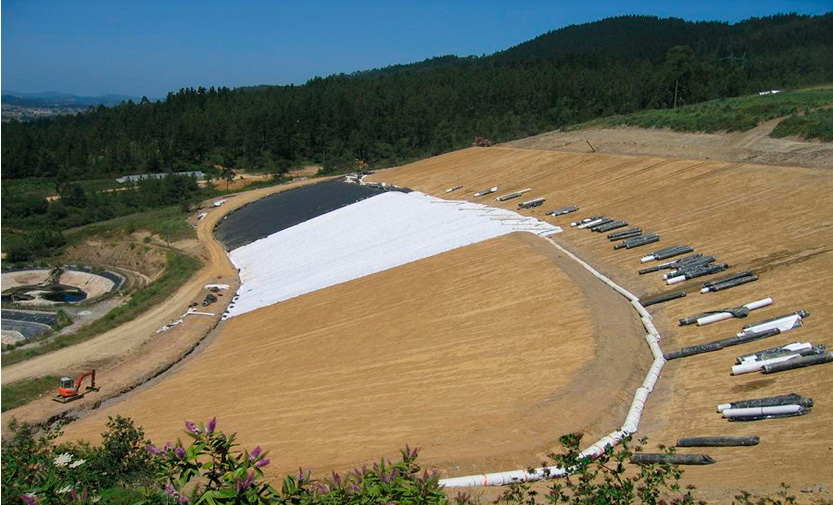
Instalación del geodren de gases y geomembrana impermeabilización en clausura

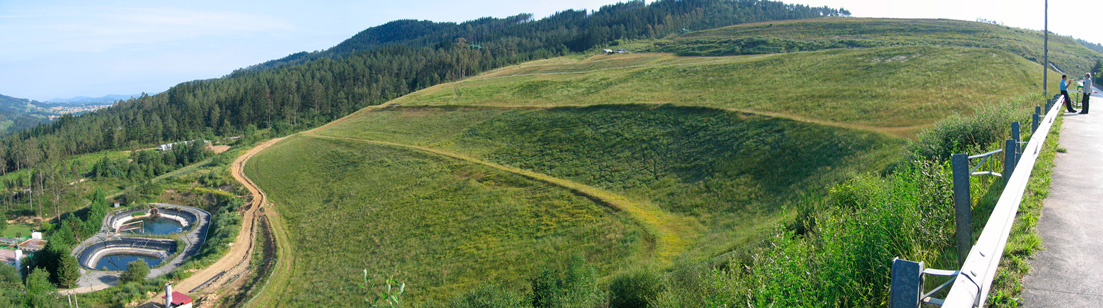
Sellado de un depósito controlado integrado en el entorno

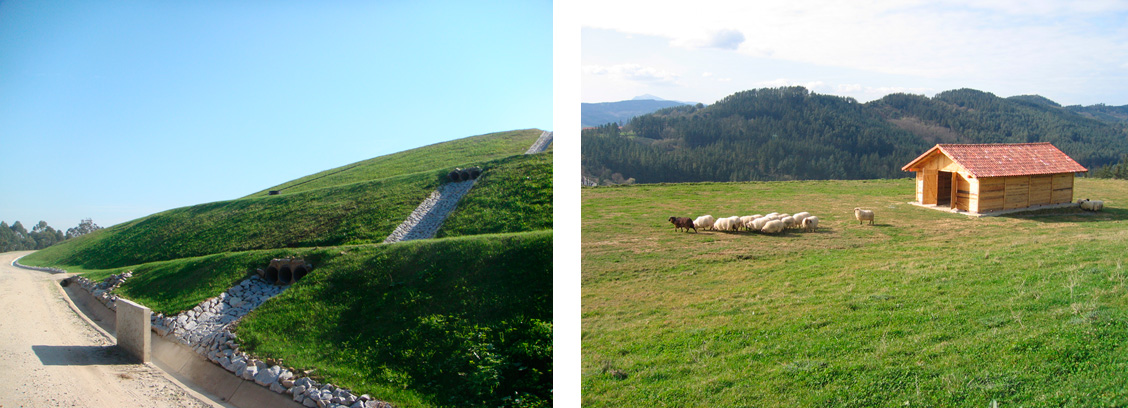
Imágenes de un depósito controlado donde se han instalado todas unidades de sellado

Posterior a la realización de la clausura, se inicia el periodo de vigilancia y mantenimiento posclausura, en el cual deberán realizarse actividades de vigilancia ambiental y mantenimiento de todas las infraestructuras del depósito controlado. Asimismo, durante este periodo se deberán continuar realizando las actividades de tratamiento de los efluentes (biogás y lixiviados).
El plazo de la fase posclausura durante el que la entidad explotadora será responsable del depósito controlado, será fijado por la autoridad competente teniendo en cuenta el tiempo durante el cual la instalación pueda entrañar un riesgo significativo para la salud de las personas y el medio ambiente. En ningún caso dicho plazo podrá ser inferior a 30 años tal y como marca el Real Decreto 1481/2001.